# Hugo IV., burgundski vojvoda
| Portal:Europa | Portal:Europa |

Hugo IV. (9. ožujka 1213. — 27. ili 30. listopada 1272.) bio je vojvoda Burgundije. Od 1266., Hugo je bio naslovni kralj Soluna. Hugovi su roditelji bili Odo III., burgundski vojvoda i njegova supruga Alisa od Vergyja.
U dobi od 16 godina, Hugo se oženio Jolandom de Dreux te su njihova djeca bila:
- Margareta, gospa Molinota
- Odo, grof Neversa
- Ivan, otac Beatrice Burbonske
- Adelajda Burgundska, vojvotkinja Brabanta
- Robert II. Burgundski

Hugova druga supruga bila je Beatrica, kći navarskoga kralja. Beatricina i Hugova djeca:
- Hugo, vikont Avallona
- Margareta, dama Vitteauxa
- Ivana (časna sestra)
- Beatrica, dama Grignona
- Izabela Burgundska, njemačka kraljica, supruga Rudolfa I., njemačkog kralja[2]